# Джоел Пжибілла
Джоел Пжибілла (англ. Joel Przybilla, нар. 10 жовтня 1979, Монтіселло, Міннесота, США) — американський професіональний баскетболіст, що грав на позиції центрового за низку команд НБА.

## Ігрова кар'єра
Починав грати у баскетбол у команді Монтісельської старшої школи (Монтіселло, Міннесота). На університетському рівні грав за команду Міннесоти (1998–2000). 
2000 року був обраний у першому раунді драфту НБА під загальним 9-м номером командою «Х'юстон Рокетс», але був обміняний до «Мілвокі Бакс». 
15 лютого 2004 року перейшов  до складу «Атланта Гокс».
25 серпня 2004 року підписав двохрічний контракт з «Портленд Трейл-Блейзерс». У першому ж сезоні за «Блейзерс» робив 7,7 підбирань та 2,1 блоки. 17 липня 2006 року підписав новий контракт з командою на суму 32 млн. доларів. 22 листопада 2008 року зробив 25 підбирань, що стало його найкращим показником в кар'єрі. 
Наступною командою в кар'єрі гравця була «Шарлотт Бобкетс», за яку він відіграв другу половину сезону 2010—2011.
27 лютого 2012 року повернувся до «Портленд Трейл-Блейзерс».
Останньою ж командою в кар'єрі гравця стала «Мілвокі Бакс», до складу якої він приєднався 9 серпня 2012 року і за яку відіграв один сезон.
24 серпня 2014 оголосив про завершення кар'єри.

## Статистика виступів

### Коледж
| Сезон     | Команда   | GP | GS | MPG  | FG%  | 3P%  | FT%  | RPG | APG | SPG | BPG | PPG  |
| --------- | --------- | -- | -- | ---- | ---- | ---- | ---- | --- | --- | --- | --- | ---- |
| 1998–99   | Міннесота | 28 |    | 25.5 | .560 | .000 | .577 | 5.8 | 1.5 | .0  | .0  | 6.7  |
| 1999–2000 | Міннесота | 21 |    | 30.4 | .613 | .000 | .495 | 8.4 | 2.4 | .8  | 3.9 | 14.2 |

### Регулярний сезон
| Сезон             | Команда                   | GP  | GS  | MPG  | FG%  | 3P%   | FT%  | RPG | APG | SPG | BPG | PPG |
| ----------------- | ------------------------- | --- | --- | ---- | ---- | ----- | ---- | --- | --- | --- | --- | --- |
| 2000–01           | «Мілвокі Бакс»            | 33  | 13  | 8.2  | .343 | .000  | .273 | 2.2 | .1  | .1  | .9  | .8  |
| 2001–02           | «Мілвокі Бакс»            | 71  | 62  | 15.9 | .535 | .000  | .422 | 4.0 | .3  | .3  | 1.7 | 2.7 |
| 2002–03           | «Мілвокі Бакс»            | 32  | 17  | 17.1 | .391 | .000  | .500 | 4.5 | .4  | .3  | 1.4 | 1.5 |
| 2003–04           | «Мілвокі Бакс»            | 5   | 0   | 6.6  | .000 | .000  | .500 | 2.0 | .6  | .0  | .0  | .2  |
| 2003–04           | «Атланта Гокс»            | 12  | 12  | 26.2 | .360 | .000  | .999 | 8.4 | 0.3 | 0.4 | 1.4 | 4.0 |
| 2004–05           | «Портленд Трейл-Блейзерс» | 76  | 50  | 24.4 | .598 | .000  | .517 | 7.7 | 1.0 | .3  | 2.1 | 6.4 |
| 2005–06           | «Портленд Трейл-Блейзерс» | 56  | 52  | 24.9 | .548 | .000  | .532 | 7.0 | .8  | .4  | 2.3 | 6.1 |
| 2006–07           | «Портленд Трейл-Блейзерс» | 43  | 43  | 16.3 | .474 | .000  | .370 | 3.9 | .3  | .2  | 1.6 | 2.0 |
| 2007–08           | «Портленд Трейл-Блейзерс» | 77  | 67  | 23.6 | .576 | .1000 | .680 | 8.4 | .4  | .2  | 1.2 | 4.8 |
| 2008–09           | «Портленд Трейл-Блейзерс» | 82  | 43  | 23.8 | .625 | .000  | .663 | 8.7 | .3  | .4  | 1.2 | 5.5 |
| 2009–10           | «Портленд Трейл-Блейзерс» | 30  | 9   | 22.7 | .523 | .000  | .647 | 7.9 | .3  | .3  | 1.4 | 4.1 |
| 2010–11           | «Портленд Трейл-Блейзерс» | 31  | 9   | 14.4 | .618 | .000  | .565 | 3.9 | .4  | .2  | .5  | 1.8 |
| 2010–11           | «Шарлотт Бобкетс»         | 5   | 0   | 14.8 | .400 | .000  | .250 | 4.8 | .0  | .0  | .2  | 1.8 |
| 2011–12           | «Портленд Трейл-Блейзерс» | 27  | 19  | 16.6 | .458 | .000  | .611 | 5.1 | .2  | .2  | .6  | 2.0 |
| 2012–13           | «Мілвокі Бакс»            | 12  | 1   | 5.7  | .250 | .000  | .000 | 1.8 | .3  | .1  | .2  | .2  |
| Усього за кар'єру |                           | 592 | 397 | 19.8 | .552 | .000  | .557 | 6.2 | .4  | .3  | 1.4 | 3.9 |

### Плей-оф
| Сезон             | Команда                   | GP | GS | MPG  | FG%   | 3P% | FT%  | RPG | APG | SPG | BPG | PPG |
| ----------------- | ------------------------- | -- | -- | ---- | ----- | --- | ---- | --- | --- | --- | --- | --- |
| 2001              | «Мілвокі Бакс»            | 1  | 0  | 2.0  | .000  |     | .000 | .0  | .0  | .0  | .0  | .0  |
| 2003              | «Мілвокі Бакс»            | 4  | 3  | 8.3  | 1.000 |     | .000 | 2.5 | .3  | .0  | .5  | .5  |
| 2009              | «Портленд Трейл-Блейзерс» | 6  | 6  | 27.0 | .556  |     | .500 | 7.3 | 1.3 | .7  | 2.0 | 3.8 |
| Усього за кар'єру |                           | 11 | 9  | 17.9 | .579  |     | .500 | 4.9 | .8  | .4  | 1.3 | 2.3 |

## Особисте життя
Одружився 2001 року. Разом з дружиною Ноелль виховують двох синів Ентоні та Джейдена. Пжибілла має польське та німецьке коріння.